# Darwinia (planta)
Darwinia é um género botânico pertencente à família Myrtaceae, constituído por cerca de 30 a 60 espécies de arbustos de folhagem perene, endémico do sudeste e sudoeste da Austrália. A maioria provém do sul da Austrália Ocidental, mas algumas espécies ocorrem na Austrália Meridional, Nova Gales do Sul e em Victoria. O género recebeu o seu nome de Erasmus Darwin, avô de Charles Darwin.
As espécies de Darwinia crescem de 20 a 300 cm de altura, sendo algumas das espécies rasteiras (as de menor porte). As folhas são postas em pares decussados (ou alternados em algumas espécies), simples, pequenas, de aciculares a ovais, de 4 a 20 mm de comprimento, geralmente de textura coriácea e dura. As flores apresentam-se solitárias ou agrupadas, têm 2 a 30 cm de comprimento, com cinco pétalas vermelhas, brancas ou esverdeadas, com dez estames.
De difícil propagação por semente, é fácil o seu cultivo por estaca.
Muitas das espécies deste género estão ameaçadas de extinção, estando listadas como "em perigo" ou em estado "vulnerável" na Lista Nacional Australiana de Flora Ameaçada. Algumas práticas de desbravamento e de criação pecuária têm reduzido consideravelmente as áreas de distribuição natural das espécies. A recuperação ecológica tem sido dificultada devido à seca, mudança nos regimes naturais de incêndios e devido a infecções por oomicetos como o Phytophthora cinnamomi responsável pela morte das plantas.

## Espécies
- Darwinia acerosa, W.Fitzg.(em perigo)
- Darwinia apiculata, N.G.Marchant (em perigo)
- Darwinia axillaris, (Benth.) F.Muell.
- Darwinia biflora, (Cheel) B.G.Briggs (vulnerável)
- Darwinia brevistyla, Turcz.
- Darwinia briggsiae, A.Craven & S.R.Jones
- Darwinia camptostylis, B.G.Briggs
- Darwinia capitellata, B.L.Rye
- Darwinia carnea, C.A.Gardner (em perigo)
- Darwinia chapmaniana (em perigo)
- Darwinia ciliata, (Desf.) F.Muell.
- Darwinia citriodora, (Endl.) Benth.
- Darwinia collina, C.A.Gardner (em perigo)
- Darwinia decumbens, N.B.Byrnes
- Darwinia diminuta, B.G.Briggs
- Darwinia diosmoides, (DC.) Benth.
- Darwinia drummondii, (Meisn.) F.Muell.
- Darwinia endlicheri, F.Muell.
- Darwinia exaltata, Rafin.
- Darwinia fascicularis, Rudge
- Darwinia ferricola (em perigo)
- Darwinia fimbriata, (Kippist) Benth.
- Darwinia flavescens, A.Cunn.ex Schau.
- Darwinia forrestii, F.Muell.
- Darwinia glaucophylla, B.G.Briggs
- Darwinia gracilis, (F.Muell.) F.Muell.
- Darwinia grandiflora, (Benth.) R.T.Baker & H.G.Sm.
- Darwinia helichrysoides, (Meisn.) Benth.
- Darwinia heterandra, (Benth.) F.Muell.
- Darwinia homoranthoides, (F.Muell.) J.M.Black
- Darwinia hookeriana, (Meisn.) Benth.
- Darwinia hypericifolia, (Turcz.) Domin
- Darwinia intermedia, Schauer
- Darwinia laxifolia, Schauer
- Darwinia lejostyla, (Turcz.) Domin
- Darwinia leptantha, B.G.Briggs
- Darwinia luehmanni, F.Muell. & Tate
- Darwinia luehmannii, F.Muell. & Tate
- Darwinia macrostegia, (Turcz.) Benth. (em perigo)
- Darwinia masonii, C.A.Gardner (em perigo)
- Darwinia meeboldii, C.A.Gardner (em perigo)
- Darwinia megalopetala, (Benth.) F.Muell.
- Darwinia meisneri, (Kippist) Benth.
- Darwinia meissneri, Benth.
- Darwinia micropetala, (F.Muell.) Benth.
- Darwinia neildiana, F.Muell.
- Darwinia oederoides, (Turcz.) Benth.
- Darwinia oldfieldii, Benth.
- Darwinia oxylepis, (Turcz.) N.G.Marchant & G.J.Keighery (em perigo)
- Darwinia pauciflora, Benth.
- Darwinia peduncularis, B.G.Briggs
- Darwinia pimelioides, Cayzer & F.W.Wakefield
- Darwinia pinifolia, (Lindl.) Benth.
- Darwinia polycephala, C.A.Gardner
- Darwinia porteri, C.T.White
- Darwinia procera, B.G.Briggs
- Darwinia purpurea, (Endl.) Benth.
- Darwinia quinqueflora, Dennst.
- Darwinia radinophylla, F.Muell.
- Darwinia repens, A.S.George
- Darwinia rhadinophylla, F.Muell.
- Darwinia salina, L.A.Craven & S.R.Jones
- Darwinia sanguinea, (Meisn.) Benth.
- Darwinia saturejaefolia, Turcz.
- Darwinia saturejifolia, Turcz.
- Darwinia schuermanni, Benth.
- Darwinia schuermannii, (F.Muell.) Benth.
- Darwinia speciosa, (Meisn.) Benth.
- Darwinia squarrosa, (Turcz.) Domin (em perigo)
- Darwinia taxifolia, A.Cunn.
- Darwinia thomasii, (F.Muell.) Benth.
- Darwinia thryptemenioides, Herbert
- Darwinia thryptomenioides, D.A.Herb.
- Darwinia thymoides,  (Lindl.) Benth.
- Darwinia turcsaninowii, F.Muell.
- Darwinia turczaninowii, F.Muell.
- Darwinia uncinata, (Schauer) F.Muell.
- Darwinia verticordina, (F.Muell.) Benth.
- Darwinia vestita, (Endl.) Benth.
- Darwinia virescens, (Meisn.) Benth.
- Darwinia virgata, (Schauer) F.Muell.
- Darwinia wittwerorum, N.G.Marchant & G.J.Keighery (em perigo)